# Antonio Mir y Casases
Antonio Mir y Casases (Talarn, 1830-Tarragona, 1888) fue un médico y escritor español.

## Biografía
Nacido el 17 de septiembre de 1830 en la localidad leridana de Talarn, se licenció en Medicina y Cirugía. En virtud de oposición en 1869 fue nombrado catedrático de historia natural del Instituto de Tarragona. En 1872 recibió el título de socio corresponsal de la Real Academia de Medicina y Cirugía de Barcelona por haber conseguido el segundo accésit por un trabajo sobre topografía médica de Tarragona. Por encargo de la Comisión provincial de monumentos históricos y artísticos de la provincia de Tarragona, de la que fue vocal, escribió una memoria sobre la «Pintura mural bizantina del castillo de Marmellar» (publicada en L'Excursionista el 31 de octubre de 1888). Fue también autor de una monografía con el título Arqueología prehistórica. La estación troglodita de Susterris. Falleció el 27 de enero de 1888 en Tarragona.